# روکتا ئه کروچه
روکتا ئه کروچه (به ایتالیایی: Rocchetta e Croce) یک منطقهٔ مسکونی در ایتالیا است که در استان کسرتا واقع شده‌است.

## خصوصیات
روکتا ئه کروچه ۱۲٫۹ کیلومترمربع مساحت و ۵۱۷ نفر جمعیت دارد.